# オリヴェート・ラーリオ
オリヴェート・ラーリオ（伊: Oliveto Lario）は、イタリア共和国ロンバルディア州レッコ県にある、人口約1,200人の基礎自治体（コムーネ）。

## 地理

### 位置・広がり
レッコ県中部、コモ湖西岸のコムーネ。役場はヴァッセナ（Vassena）集落にあり、県都レッコから北西へ12kmの距離にある。

#### 隣接コムーネ
隣接するコムーネは以下の通り。括弧内のCOはコモ県所属を示す。
- アッバディーア・ラリアーナ
- バルニ (CO)
- ベッラージョ (CO)
- ラズニーゴ (CO)
- リエルナ
- マグレーリオ (CO)
- マンデッロ・デル・ラーリオ
- ヴァルブローナ (CO)
- ヴァレンナ

### 気候分類・地震分類
気候分類では、zona E, 2365 GGに分類される。
また、イタリアの地震リスク階級 (it) では、zona 4 (sismicità molto bassa) に分類される。

## 行政

### 分離集落
オリヴェート・ラーリオには、以下の分離集落（フラツィオーネ）がある。
- Limonta, Onno, Vassena (sede comunale)

### 山岳部共同体
レッコ県とベルガモ県にまたがる広域自治体「ラーリオ・オリエターレ＝ヴァッレ・サン・マルティノ山岳部共同体」  (it:Comunità montana Lario Orientale - Valle San Martino)  （事務所所在地: ガルビアーテ）を構成する自治体のひとつである。

## 姉妹都市
- Friedberg、ドイツ